# 옥시코돈
옥시코돈(oxycodone, 상표명: 옥시콘틴(OxyContin) 등)은 온화한 정도에서부터 심각한 정도에 이르는 통증을 치료하기 위해 사용되는 오피오이드 약물이다. 구강을 통해서 투여되는 것이 보통이며, 즉각 방출(immediate release, IR) 또는 통제된 방출 형태로도 판매된다. 통증 완화는 보통 15분 내에 시작되며 즉각 방출형을 사용하면 최대 6시간까지 지속된다. 영국에서는 주사 형태로 판매된다. 아세트아미노펜이나 아스피린과 더불어 복합약 또한 구매할 수 있다.
일반적인 부작용으로는 변비, 구역질, 졸림, 어지럼증, 가려움, 구강건조증, 땀이 포함된다. 심각한 부작용으로는 탐닉, 호흡 억제(호흡 노력의 저하), 저혈압이 포함될 수 있다. 코데인에 알레르기 반응이 있는 사람은 옥시코돈에도 알레르기 반응을 보일 수 있다. 임신 초기에 옥시코돈을 복용하는 것은 상대적으로 안전한 것으로 간주된다. 급속도로 중단할 경우 오피오이드 금단이 발생할 수 있다. 옥시코돈은 μ-오피오이드 수용체를 활성화시킴으로써 동작한다. 구강으로 섭취 시 같은 양의 모르핀 대비 대략 1.5배의 효력이 있다.
옥시코돈은 1916년 독일에서 테바인에서 추출하여 처음 개발되었다. 제네릭 의약품으로 구매할 수 있다. 미국의 1도스 당 도매가는 2018년 기준으로 0.30 USD 미만이다. 2016년, 1400만 건 이상의 처방과 더불어 미국에서 54번째로 많이 처방된 약물이었다. 옥시코돈은 일반적인 남용 약물이 되고 있다.

## 추가 문헌
- Coluzzi, F.; Mattia, C. (July–August 2005). “Oxycodone. Pharmacological profile and clinical data in chronic pain management” (PDF). 《Minerva Anestesiol》 71 (7–8): 451–60. PMID 16012419. 2006년 3월 9일에 원본 문서 (PDF)에서 보존된 문서.